# Phare de Tel Aviv Marina
Le phare de Tel Aviv Marina est un phare actif situé en bout de la jetée de la Marina de Tel Aviv dans le District de Tel Aviv de l'État d'Israël, sur la côte méditerranéenne.

## Description
Le phare est une tourelle conique de 7 m de haut,supportant une petite lanterne. La tourelle est verte avec deux bandes blanches. Il émet, à une hauteur focale de 11 m, quatre éclats verts toutes les 20 secondes. Sa portée n'est pas connue.
Identifiant : Amirauté : N5959.4 - NGA : 113-21252 .
|                      |
| Le phare et la jetée |

|          |
| Le phare |

### Lien connexe
- Liste des phares d'Israël